# Rocket Festival
El Rocket Festival es un festival musical organizado anualmente, en el mes de mayo, cerca de Granada, Andalucía (España). Se viene organizando desde el año 2005 y en él se dan cita artistas del panorama musical alternativo europeo.
El Rocket Festival es una celebración alternativa de la vida y de la cultura, una reunión de personas con la finalidad de divertirse y disfrutar de la música en un espacio natural al aire libre, fascinante, rural y soleado.
Ediciones anteriores del Rocket Festival:
- 29 a 1 de mayo de 2005, en una paraje bonita en la Sierra de Camorolos cerca de Antequera, a 50 km de Málaga, con Amparanoia y The Freestylers.
- 18 a 20 de mayo de 2006, en la Finca de Los Morales, cerca de Alhama de Granada, Granada, con Eskorzo y Dreadzone.

La próxima edición se celebrará entre el 10 y 16 de mayo de 2008 en el mismo lugar que el de 2006, cerca de Alhama de Granada, con Muchachito Bombo Infierno, Los Delinqüentes, Coldcut, Bad Manners, Pendulum, Evil Nine y The Nextmen.